# فيكتور هورسلي
فيكتور ألكسندر هادن هورسلي (بالإنجليزية: Victor Horsley)‏ (14 أبريل 1857 – 16 يوليو 1916). كان عالمًا بارعًا وأستاذًا وحاصلًا علي جائزة زمالة الجمعية الملكية. ولد في كنسينغتون، لندن، بالمملكة المتحدة وتلقي تعليمه في مدرسة كرانبروك ببلدية كنت. درس الطب في جامعة لندن وفي مدينة برلين الألمانية (1881)، وفي العام نفسه، بدأ حياته المهنية  كمقيم دوري وكأمين التسجيل في المستشفي الجامعي. كان هورسلي يعمل كأستاذ مشرف بمعهد براون (1884-1890)، تم أيضًا تعيينه كأستاذ مساعد بقسم الجراحة في المستشفي الوطني لعلاج الشلل والصرع عام 1886. تولي منصب أستاذ علم الأمراض (1887-1896) ثم تولي منصب أستاذ الجراحة السريرية بمستشفي لندن الجاعي (1899-1902). علاوة علي ذلك، كان مؤيدًا لحق المرأة في التصويت وكان معارضًا للتبغ والكحول.

## حياته الشخصية
ولد فيكتور هورسلي في كنسينغتون بلندن، وهو ابن روزاموند هادن وجون كالكوت هورسلي، وأعطته الملكة فيكتوريا اسم «فيكتور ألسكندر».
في عام 1883، تقدم لخطبة «إلدريد برامويل» ابنه «فريدريك برامويل» ثم تزوجها في الرابع من أكتوبر عام 1887 في كنيسة سانت مارغرت في وستمنتر. أنجب منها ولدان هما «سيوارد» و«اوسولاد» وبنتًا واحدة «باميلا».

كان هورسلي بطلًا في الفروسية عام 1902.
كان أيضًا مناصرًا للعديد من الأفكار. فقد كانت حركة الاعتدال هي واحدة من أهم الأفكار في حياته. فبملاحظته أن السبب في العديد من الإصابات التي كانت تدخل المستشفي هو الكحول، قرر أن يكون مصلحًا معتدلًا. وسرعان ما ترقي إلي منصب نائب رئيس لجامعة الاعتدال الوطني ورئيس الرابطة الطبية البريطانية. في عام 1907، نشر كتابًا بالاشتراك مع الدكتورة «مارى ستورج» عن إدمان الكحول بعنوان «الكحول وجسم الإنسان».
وطبقًا لما قاله مؤرخي سيرته الذاتية «تان» و«بلاك» عام 2002، فإن لطف هورسلي وتواضعه وكرمه كانوا  أسباب حب مرضاه، وزمائه وطلابه له. علي الرغم من أنه ولد في أسرة تتمتهع بامتيازات، إلا أنه كرس نفسه لتحسين حياة الناس البسيطة ووجه جهوده نحو حق المرأة في التصويت، والإصلاح الطبي والعناية الصحية المجانية للطبقة العاملة.
كان هورسلي رمزًا للفكر الحاد، وللطاقية الغير محدودة وللمهارة البارعة، كما إن حياته وعمله يبرزان شهرته بأنه «رائد جراحة الأعصاب».

## روابط خارجية
- فيكتور هورسلي على موقع الموسوعة البريطانية (الإنجليزية)